# Karen Percy
Karen Percy (* 10. Oktober 1966 in Banff, Alberta) ist eine ehemalige kanadische Skirennläuferin.

## Biografie
Ihren ersten Podestplatz erreichte die damals knapp 20-jährige Percy in der Abfahrt von Sunshine (CAN), 1986 mit der Startnummer 30.
Bei den Olympischen Spielen 1988 in Calgary gewann sie in ihrer näheren Heimat Bronze in der Abfahrt (hinter Marina Kiehl und Brigitte Oertli) und im Super-G (hinter Sigrid Wolf und Michela Figini). Als Vierte verpasste sie in der Alpinen Kombination die Medaillenränge nur knapp. Bei den Skiweltmeisterschaften 1989 in Vail wurde sie Vize-Weltmeisterin in der Abfahrt hinter Maria Walliser.
Einen Weltcupsieg realisierte sie nie. Als Bestresultate erzielte sie vier 2. Plätze:
- Abfahrt von Zinal (SUI), 1988
- Super-G von Lake Louise (CAN), 1989
- Kombination von Mellau (AUT), 1989
- Kombination von Grindelwald (SUI), 1989

Obschon sie eine Spezialistin für die schnellen Disziplinen war, erreichte sie auch im Riesenslalom und im Slalom Ränge unter den ersten 10. Ihren Rücktritt vom aktiven Skirennsport gab sie 1990 bekannt. Im Verlaufe ihrer Karriere war sie siebenmal kanadische Meisterin geworden (Abfahrt 1986, Super-G 1985–1988, Riesenslalom 1988 und 1989).

## Persönliches
Percy ist mit dem ehemaligen NHL-Profi Kevin Lowe verheiratet. Ihr Sohn Keegan Lowe schaffte ebenfalls den Sprung in die höchste Eishockeyliga Nordamerikas.